# Antonio López Ferreiro
Antonio López Ferreiro va néixer el 1837 a Santiago de Compostel·la i es va morir el 1910. Va seguir la carrera eclesiàstica i el 1871 va ser nomenat canònic del capítol compostel·là, cosa que li va permetre d'accedir a l'arxiu documental de la catedral de Santiago de Compostel·la, i aprofitar-ho per a realitzar treballs d'investigació i conrear la novel·la històrica, gènere d'enorme vigència en el romanticisme, però fins al moment no abordat per la literatura en llengua gallega. Va deixar tres novel·les històriques: 
- A tecedeira de Bonaval (La teixidora de Bonaval, 1894), en què mescla una història d'amor amb els esdeveniments sociopolítics de la Galícia del segle xvi: l'enfrontament entre la burgesia i l'Església compostel·lana.
- O Castelo de Pambre (El castell de Pambre, 1895), que narra esdeveniments històrics de la segona meitat del segle xvi en terres d'Ulloa. Com en l'anterior novel·la, alterna una història d'amor amb l'exposició del conflicte nobiliari entre Gonzalo Ozores d'Ulloa i altres nobles gallecs partidaris de la casa de Trastàmara.
- O niño de pombas (El niu de coloms, 1905), de temàtica amorosa, està ambientada a la Galícia del segle xii.

El propòsit historiogràfic fa que López Ferrero inclogui en les tres novel·les descripcions de monuments i transcripcions de documents històrics. L'autor tenia plena consciència de la seva feina a favor de la resurrecció i rehabilitació de la llengua gallega. És sorprenent la seva riquesa de lèxic i sintaxi, de vegades incloent arcaismes recuperats de la documentació medieval.

## Obra científica
- Galicia en el último tercio del siglo XV. (1883) (castellà).
- Historia de la catedral de Santiago (castellà).